# 2 Live Crew
2 Live Crew är en amerikansk rapgrupp från Miami i Florida, bildad 1984. Gruppen består av Luther Campbell (Luke), Chris Wong Won (Fresh Kid Ice), Mark D Ross (Brother Marquis), och David Hobbs (Mr. Mixx). De hade framgångar på 1980-talet och början av 1990-talet med dansanta låtar med vulgära texter. De ansågs kontroversiella och var den första gruppen som fått sin skiva förbjuden för obsceniteter.

## Biografi
Luther Campbell, med jamaicanskt ursprung, växte upp i slumkvarteren Liberty City i Miami. Hans skolgång var bristfällig och lärde sig läsa först när han var 17 år. Tillsammans med gruppen The Ghetto Style D.J's uppträdde han på skolfester och liknande tillställningar men började snart att arrangera rapkonserter. Han arresterades och fängslades också flera gånger för bland annat olaga vapeninnehav.
Även om 2 Live Crew anses vara en grupp från Miami bildades de egentligen i Riverside i Kalifornien av David Hobbs, Chris Wong Won och Yuri Vielot (Amazing Vee) och när de 1985 släppte singeln Revelation In A Beat Box hörde Campbell den och bjöd in dem till att uppträda på en av hans arrangerade konserter. Det var bara Hobbs och Wong Won som dök upp och när det stod klart att de tre var på samma musikaliska våglängd blev han medlem i gruppen och mycket snart även dess ledare.
Campbell började kalla sig för Luke Skyywalker och startade också ett eget skivmärke i samma namn och gav ut singeln Throw the D som blev en lokal succé. Därefter fick de med Mark D Ross i gruppen och började spela in skivan The 2 Live Crew Is What We Are som innehåller deras största hit We Want Some Pussy.
De var inspirerade och samplade mycket av Jimi Hendrix, Van Halen, Kraftwerk, reggae och Soca men det som gav dem uppmärksamhet var deras grova humor och anstötliga uppträdanden som gjorde att de nästan varje gång blev anklagade för förargelseväckande beteende. Då domstolen i Boward County i Florida i juni 1990 bedömde att texterna på skivan As Nasty As They Wanna Be var obscena, var det första gången i USA:s historia som man med stöd i lagen förbjöd en skiva. Året innan hade även Campbell förlorat ett mål mot George Lucas där han förbjöds att använda namnet Luke Skyywalker och kallade sig hädanefter bara Luke. 1994 vann de dock ett mål i högsta domstolen mot förlaget Acuff-Rose som hade anklagat gruppen för att ha plagierat och "svärtat" ned Roy Orbisons låt Oh, Pretty Woman.
Ross och Hobbs lämnade gruppen 1992 och Campbell konkursförklarades 1995. Gruppen har dock återförenats för både inspelningar och turnéer efter det men aldrig i samma konstellation. En ny medlem, Verb, togs in in i gruppen 1994.
Chris Wong Won avled den 13 juli 2017, 53 år gammal. Mark D Ross avled den 3 juni 2024, 58 år gammal.

## Medlemmar
- Mr Mixx (David Hobbs)

### Tidigare medlemmar
- Fresh Kid Ice (Chris Wong Won)
- Brother Marquis (Mark D Ross)
- Luke (Luther Campbell)
- Amazing Vee (Yuri Vielot)
- Verb

## Diskografi
- 1986 – The 2 Live Crew Is What We Are
- 1988 – Move Somethin'
- 1989 – As Nasty as They Wanna Be
- 1990 – Banned in the U.S.A.
- 1991 – Sports Weekend: As Natsy as They Wanna Be, Pt. 2
- 1994 – Back at Your Ass for the Nine-4
- 1996 – Shake a Lil' Somethin'
- 1998 – The Real One